# SIG-550
Le SIG-550 est le fusil d'assaut officiel de l'Armée suisse (Fusil d'Assaut ; F ass 90) fabriqué par Swiss Arms (anciennement SIG Arms AG). Conçu dans les années 1980, il fut introduit progressivement dès 1988 dans l'armée suisse, remplaçant ainsi le Stgw 57/Fass 57 (également construit par SIG). Après maintenant vingt ans de service actif, le SIG 550 a été décliné en différentes versions et vendu à plusieurs groupes d'intervention. SIG continue d'ailleurs à l'offrir à l'export et il est son produit phare en matière d'armes d'épaule[réf. nécessaire].

## Historique
Le Sig-550 fut précédé dès les années 1960 du prototype SG 530-1, jamais mis en production, puis des versions Sig 540 destinées à l'exportation dès leur conception et fabriquées en France.

## Technique
Le SIG 550 règlementaire en Suisse utilise la munition 5,6 mm Suisse conçue pour une portée normale de 300 mètres. Les versions d'exportation chambrent la 5,56 mm OTAN. 
Une intéressante caractéristique des SIG 550/551/552 réside dans leurs magasins en plastique translucide (20 et 30 coups) qui peuvent être imbriqués pour faciliter un rechargement rapide. Le SIG 550 est efficace jusqu'à 400 mètres avec l'emploi de la hausse tambour et du guidon, 600 m avec une lunette.  
Ses principales qualités sont l'entretien facilité et la précision, obtenus au détriment de la légèreté et de la maniabilité, primordiales en combat urbain. C'est une arme conçue pour des combats de type "guérilla" avec tireurs embusqués, mobiles, apparentés aux snipers (tireurs embusqués). Il est d'ailleurs possible de monter une lunette sur le SIG-550. Tous disposent d'un sélecteur de feu permettant de choisir le mode de tir désiré : semi-automatique, rafale de trois coups, automatique ou sécurité. Ils peuvent de plus accueillir différents appareils d'aide à la visée à la place de leurs organes de tir standards. Ils sont cependant équipés d'une sécurité empêchant le tireur civil d'utiliser l'arme en rafale trois coups ou en automatique. (Cette sécurité peut toutefois être enlevée lorsque l'arme est désassemblée, ceci n'est possible que sur les fusils acquis lors du service militaire). L'achat d'une arme pouvant tirer en rafales est soumis à un permis (interdit en Suisse sauf permis spécial).
Leurs magasins sont conçus dans un matériau plastique translucide afin que le tireur puisse d'un coup d'œil évaluer combien de cartouches il reste dans son magasin (qui en contient initialement 20 ou 30). Plusieurs magasins peuvent être encastrés les uns dans les autres, bien que généralement les utilisateurs ne dépassent pas trois exemplaires à cause de la gêne engendrée par trop de magasins supplémentaires. La crosse des différents SIG est creuse et repliable pour faciliter leur transport. 
Il est conçu pour permettre à un tireur débutant de loger ses 20 premières cartouches dans une cible de 50 cm de diamètre à 300 m.
Le fusil peut être équipé du lance-grenades SIG GL 5040, en dotation dans l'armée suisse sous le nom de LG 97 (en allemand : Gewehraufsatz 97).

## Utilisateurs
Outre le fait qu'il est l'arme d'ordonnance de l'armée suisse, le SIG 550 est proposé à l'exportation sous différentes versions. De nombreux commandos l'utilisent en version courte, parmi lesquels les Commandos marine français.

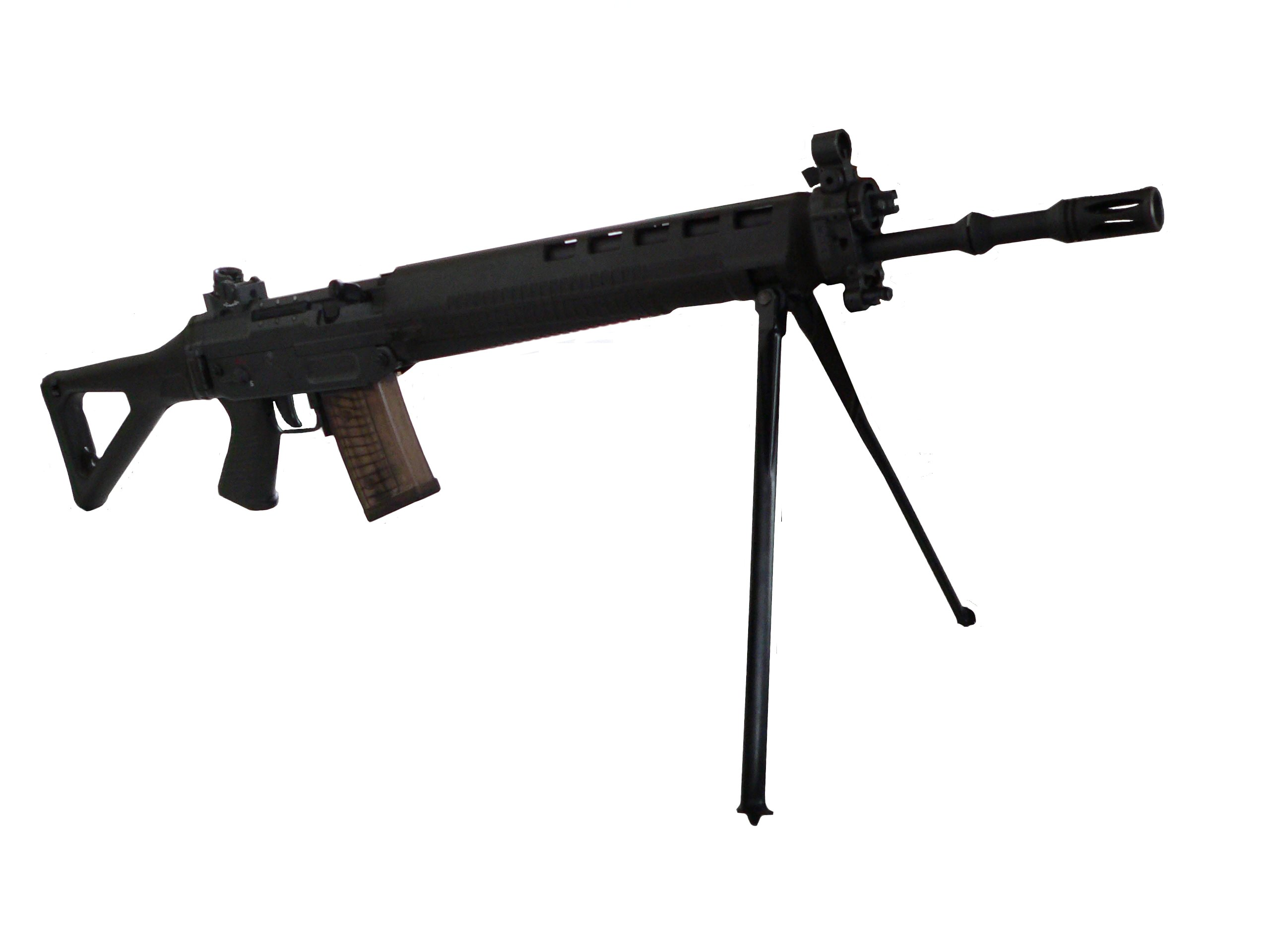
Le SIG-550 avec bipied et crosse dépliés
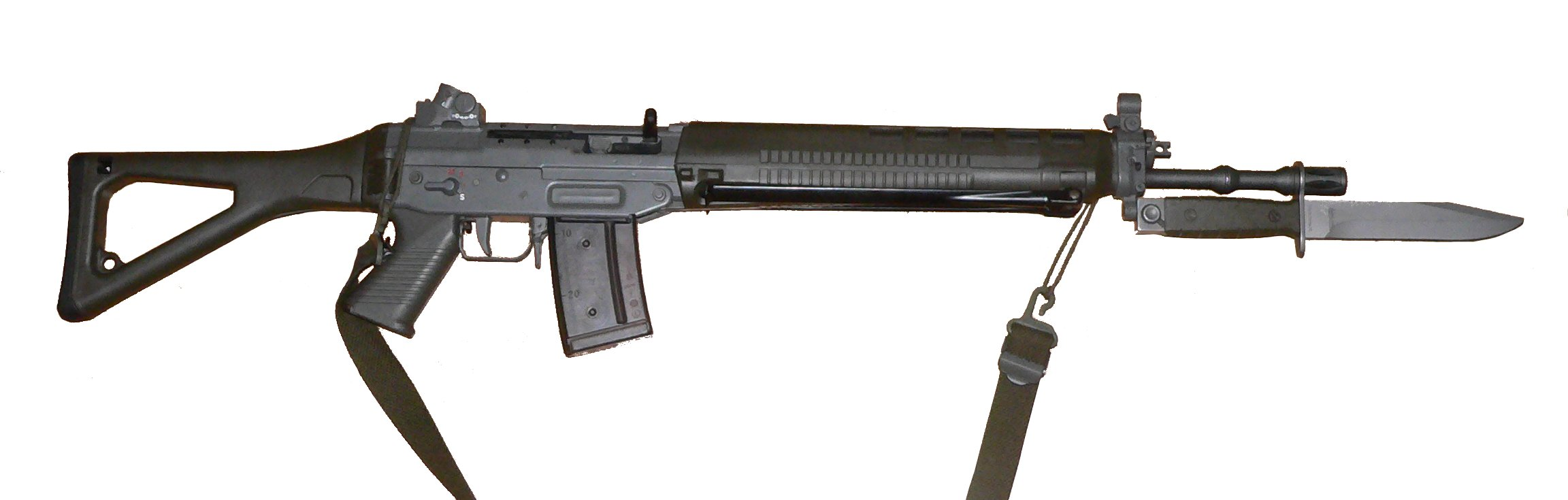
Avec baïonnette
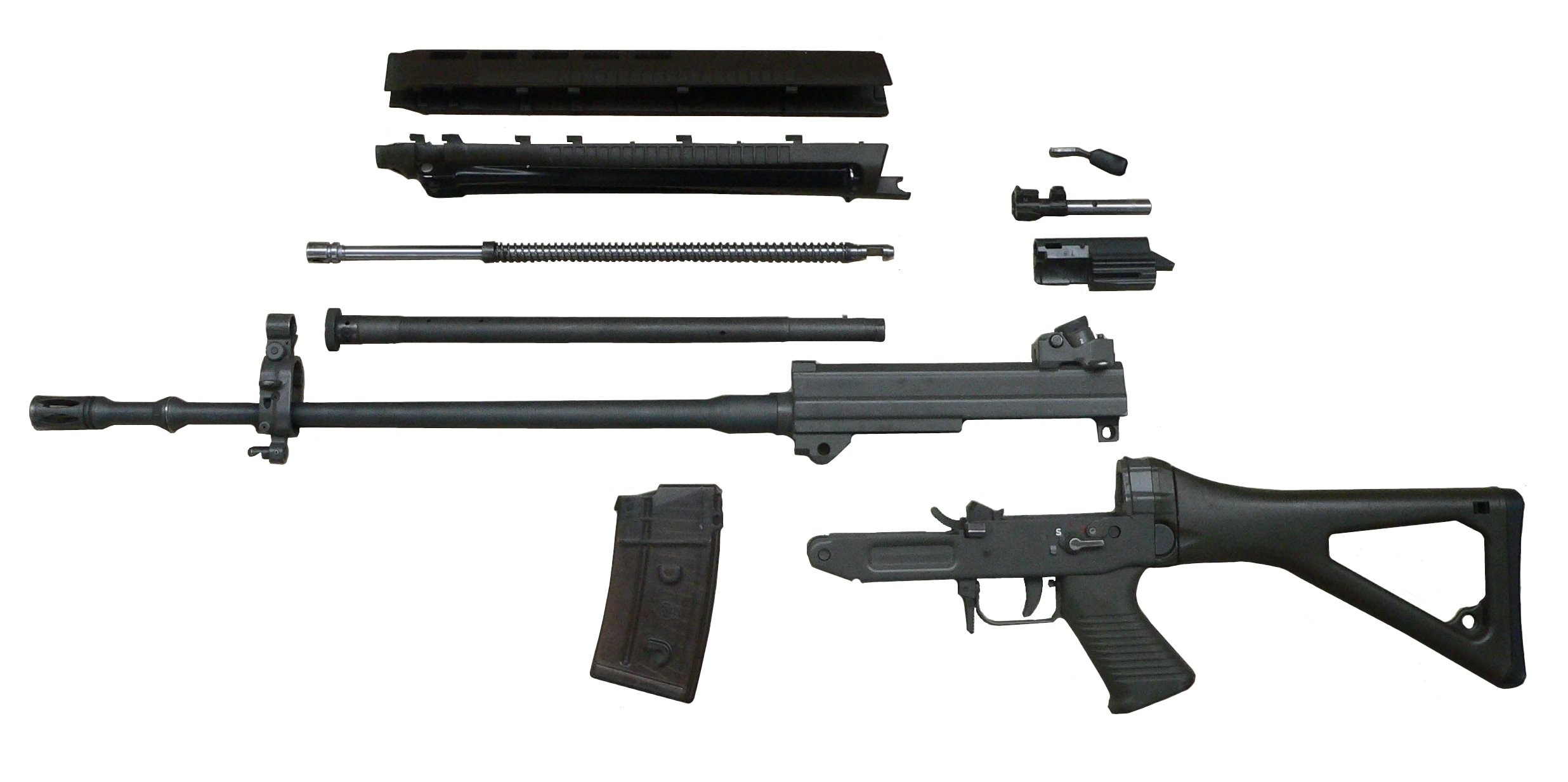
Démonté

## Dérivés
- SIG-551 : Version SWAT universelle, militaire et unité spéciale avec canon court.
- SIG-552 : Version  commando plus compacte du SIG-551.
- SIG-553 : Version  améliorée du SIG-552 avec un piston comme celui du SIG-551
- SIG-556 : Version carabine d'assaut destinée au programme de la nouvelle carabine de l'US Army
- SIG-750 : Version pour des tirs de longue distance chambrée en calibre 6,5 mm Creedmoor[2].
- SIG-751 : Version pour des tirs de longue distance chambrée en calibre 7.62 x 51 (.308)[3].
- Gw-150, carabine de précision de la P-26 qui tire des éléments du Fass